# شاخه گل ۱۶
شاخه گل ۱۶ نام یک آلبوم موسیقی در سبک سنتی ایرانی باصدای غلام‌حسین بنان می‌باشد که توسط انتشارات ایران صدا منتشر شده است. این آلبوم، شانزدهمین آلبوم از مجموعه آلبوم شاخه گل بوده است. در این اثر اشعار عطار نیشابوری، اوحدی مراغه‌ای، سعدی شیرازی، بابا فغانی شیرازی، واله‌ای قمی و سیمین بهبهانی خوانده شده است و احمد عبادی، حبیب‌الله بدیعی، حسن کسایی و جلیل شهناز به عنوان نوازنده حضور دارند.

## شرح اثر

### هنرمندان
- آواز: غلام‌حسین بنان
- نوازندگان: احمد عبادی، حبیب‌الله بدیعی، حسن کسایی و جلیل شهناز
- اشعار از عراقی، عطار نیشابوری، اوحدی مراغه‌ای، سعدی شیرازی، بابا فغانی شیرازی، واله‌ای قمی و سیمین بهبهانی
- گوینده: روشنک

### فهرست آهنگ‌ها
۱. برگ سبز، برنامهٔ شمارهٔ ۴۶
- آهنگ سه گاه
- نوازندگان: حبیب‌الله بدیعی (نوازنده ویولون)، حسن کسایی (نوازنده نی) و جلیل شهناز (نوازنده تار)
- اشعار از اوحدی مراغه‌ای، عطار نیشابوری، سعدی شیرازی، عراقی
- گوینده: روشنک

۲. برگ سبز، برنامهٔ شمارهٔ ۱۰۷
- آهنگ بیات اصفهان
- نوازندگان: احمد عبادی (نوازنده سه تار)، حبیب‌الله بدیعی (نوازنده ویولون)
- اشعار از عطار نیشابوری، فغانی شیرازی، واله‌ای قمی، سیمین بهبهانی، عراقی
- گوینده: روشنک